# Tiếng Ainu
Tiếng Ainu (Ainu: アイヌ・イタㇰ Aynu=itak; tiếng Nhật: アイヌ語 Ainu-go) hay tiếng Ainu Hokkaido là thành viên duy nhất còn tồn tại của ngữ hệ Ainu. Nó được nói bởi một ít người Ainu trên đảo Hokkaido bắc Nhật Bản.
Cho tới đầu thế kỷ 20, các ngôn ngữ Ainu vẫn còn hiện diện tại miền nam đảo Sakhalin và một số nơi thuộc quần đảo Kuril. Hiện nay chỉ còn tiếng Ainu Hokkaido, người cuối cùng nói tiếng Ainu Sakhalin đã qua đời năm 1994. Tiếng Ainu Hokkaido cũng sắp tuyệt chủng, dù có một số cố gắng nhằm phục hồi nó.
Tiếng Ainu Hokkaido không có mối quan hệ với ngôn ngữ nào, trừ một vài ngôn ngữ Ainu đã tuyệt chủng.

## Người nói

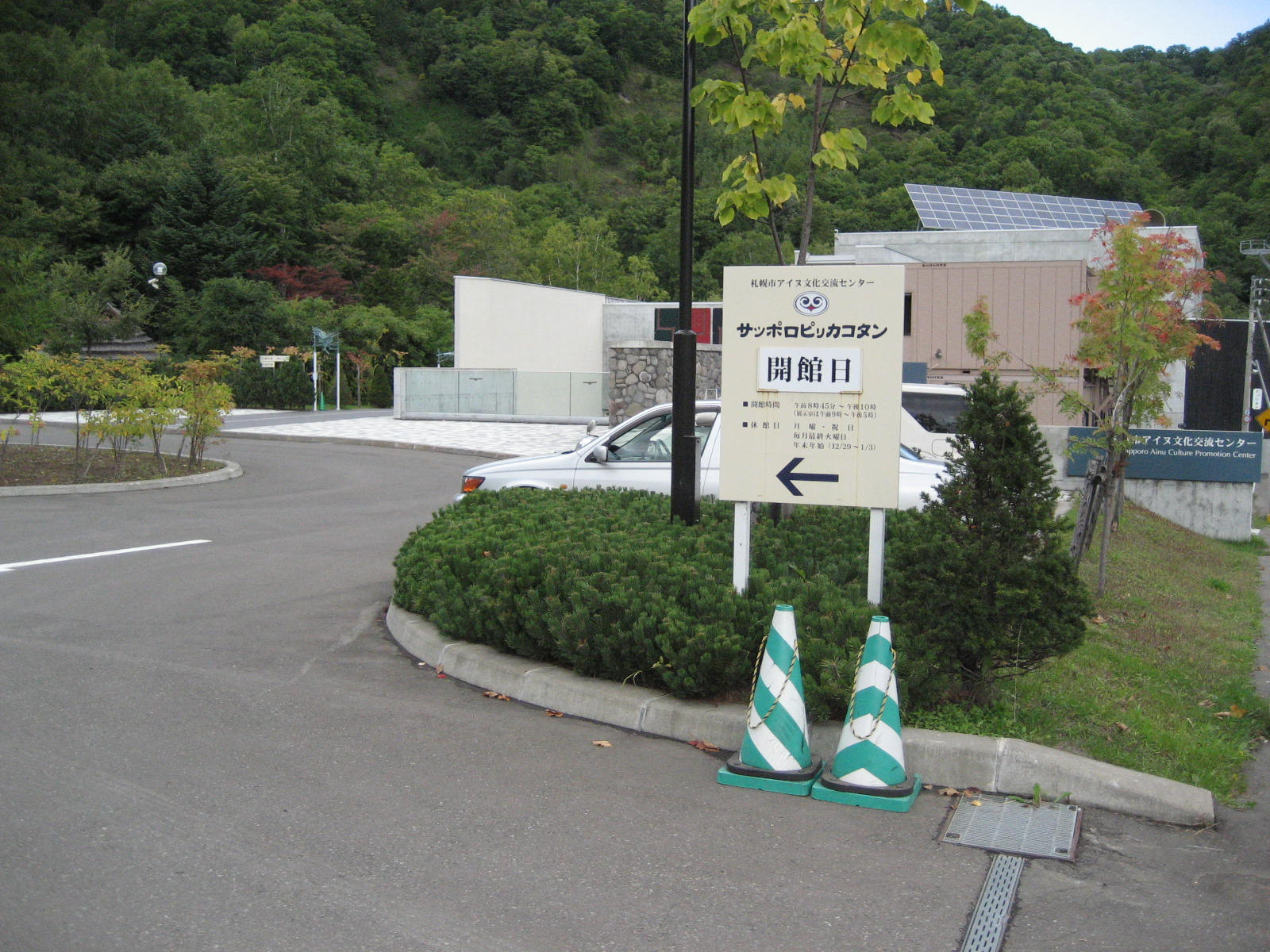
Bảo tàng Pirka Kotan, một trung tâm ngôn ngữ và văn hoá Ainu ở Sapporo (khu Jozankei)

Tùy thuộc vào cách nhìn, tiếng Ainu có thể được xem là một ngôn ngữ bị đe dọa hoặc một ngôn ngữ cực kì nguy cấp.
Theo như UNESCO, chỉ có khoảng 30,000 người Ainu, một con số đáng lẽ ra phải cao hơn so với khả năng tự ý thức về việc tự nhận mình là một người Ainu là rất thấp. Vào năm 2011, chỉ có 304 người ở Nhật Bản được thông báo là có thể nói được tiếng Ainu ở một phần vào đấy.
Năm 2016, Ethnologue liệt kê tiếng Ainu vào lớp 8b: "gần tuyệt chủng." Nó đã dần sụt giảm từ trước thập niên 1960. Đa phần trong số 15.000 người Ainu ở Nhật Bản chỉ nói tiếng Nhật. Vào thập niên 1980, Nibutani (một phần của Biratori, Hokkaido), từng là nơi nhiều người nói tiếng Ainu cư ngụ, với khoảng 100 người.
Ngày nay, chỉ còn chừng 10 người bản ngữ sót lại, tất cả đều ít nhất 80 tuổi. Cũng có vài người nói không lưu loát, ở độ tuổi khoảng 60. Đa số những người này sống tại tây nam Hokkaido.

## Ngữ âm
Cấu trúc âm tiết tiếng là CV(C), tức là, bắt buộc phải có một phụ âm đầu và nguyên âm, còn phụ âm cuối có thể có hoặc không. Ngôn ngữ này cũng có một vài cụm phụ âm.

### Nguyên âm
Có năm nguyên âm trong tiếng Ainu:
|      | Trước | Giữa | Sau |
| ---- | ----- | ---- | --- |
| Đóng | i     |      | u   |
| Giữa | e     |      | o   |
| Mở   |       | a    |     |

### Phụ âm
|          | Đôi môi | Âm môi ngạc | Chân răng | Vòm | Ngạc mềm | Thanh hầu |
| -------- | ------- | ----------- | --------- | --- | -------- | --------- |
| Tắc      | p       |             | t         |     | k        | ʔ         |
| Tắc xát  |         |             | t͡s        |     |          |           |
| Mũi      | m       |             | n         |     |          |           |
| Xát      |         |             | s         |     |          | h         |
| Tiếp cận |         | w           |           | j   |          |           |
| Vỗ       |         | ɾ           |           |     |          |           |

Các âm tắc /p t ts k/ có thể được hữu thanh hóa thành [b d dz ɡ] giữa nguyên âm và sau âm mũi. /ti/ và /tsi/ hay trở thành [t͡ʃi], /s/ thành [ʃ] trước /i/ và ở cuối âm tiết.

## Chữ viết
Tiếng Ainu được viết bằng chữ tượng thanh katakana của Nhật được biến tấu lại và chữ Latin được La Mã hóa từ chữ Katakana như âm /ts/ được đọc là c và /j/ được đọc là y ; âm ngắt hầu, [ʔ] không có chữ nhưng có ở mỗi âm đầu của từ được đánh trọng âm. Tờ Ainu Times cũng sử dụng cả hai hệ chữ viết này. Các âm khác được viết đúng như những âm được biểu diễn như trên bảng ngữ âm. Dấu bằng (=) được sử dụng để đánh dấu liền giữa 2 ngữ tố, chẳng hạn như sau tiền tố. Cao độ được biểu thị bằng dấu sắc trong hệ thống chữ Latinh (ví dụ: á) thường không được biểu thị trong bảng katakana.
John Batchelor là một nhà truyền giáo người Anh sống với người Ainu, đã nghiên cứu chúng và xuất bản nhiều tác phẩm bằng tiếng Ainu. Batcosystem đã viết rất nhiều, cả hai đều hoạt động về ngôn ngữ Ainu và hoạt động bằng chính tiếng Ainu. Anh ấy là người đầu tiên viết bằng Ainu và sử dụng hệ thống chữ viết cho nó. Bản dịch của Bachelor của nhiều sách Kinh thánh khác nhau đã được xuất bản từ năm 1887, và bản dịch Kinh Tân Ước của ông đã được xuất bản tại Yokohama vào năm 1897 bởi một ủy ban chung của Hiệp hội Kinh thánh Anh và nước ngoài, Hiệp hội Kinh thánh Hoa Kỳ, và Hiệp hội Kinh thánh Quốc gia Scotland. Những cuốn sách khác được viết bằng tiếng Ainu bao gồm từ điển, ngữ pháp và sách về văn hóa và ngôn ngữ Ainu.

### Phụ âm cuối
| Chữ                    | Unicode     | Tên                  | Vị trí                                                                                           | Phát âm                   |
| ---------------------- | ----------- | -------------------- | ------------------------------------------------------------------------------------------------ | ------------------------- |
| ㇰ                     | 31F0        | Chữ ク nhỏ           | Âm k cuối                                                                                        | /k/                       |
| ㇱ                     | 31F1        | Chữ シ nhỏ           | Âm s cuối [ɕ]                                                                                    | /s/ hay /ɕ/               |
| ㇲ                     | 31F2        | Chữ ス nhỏ           | Âm s cuối, dùng để nhấn mạnh âm [s] mà không phải [ɕ]. [s] và [ʃ] đều là âm dị trong tiếng Ainu. | /s/                       |
| ㇳ                     | 31F3        | Chữ ト nhỏ           | Âm t cuối                                                                                        | /t/                       |
| ㇴ                     | 31F4        | Chữ ヌ nhỏ           | Âm n cuối                                                                                        | /n/                       |
| ㇵ                     | 31F5        | Chữ ハ nhỏ           | Âm h cuối [x], sau nguyên âm a. (アㇵ ah) Sakhalin Ainu.                                         | /h/ hay /x/               |
| ㇶ                     | 31F6        | Chữ ヒ nhỏ           | Âm h cuối [ç], sau nguyên âm i. (イㇶ ih) Sakhalin Ainu.                                         | /h/ hay /ç/               |
| ㇷ                     | 31F7        | Chữ フ nhỏ           | Âm h cuối [x], sau nguyên âm u. (ウㇷ uh) Sakhalin Ainu.                                         | /h/ hay /x/               |
| ㇸ                     | 31F8        | Chữ へ nhỏ           | Âm h cuối [x], sau nguyên âm e. (エㇸ eh) Sakhalin Ainu only.                                    | /h/ hay /x/               |
| ㇹ                     | 31F9        | Chữ ホ nhỏ           | Âm h cuối [x], sau nguyên âm o. (オㇹ oh) Sakhalin Ainu only.                                    | /h/ hay /x/               |
| ㇺ                     | 31FA        | Chữ ム nhỏ           | Âm m cuối                                                                                        | /m/ Voiced bilabial nasal |
| ㇻ                     | 31FB        | Chữ ラ nhỏ           | Âm r cuối [ɾ], sau nguyên âm a. (アㇻ ar)                                                        | /ɾ/ Voiced alveolar tap   |
| ㇼ                     | 31FC        | Chữ リ nhỏ           | Âm r cuối [ɾ], sau nguyên âm i. (イㇼ ir)                                                        | /ɾ/ Voiced alveolar tap   |
| ㇽ                     | 31FD        | Chữ ル nhỏ           | Âm r cuối [ɾ], sau nguyên âm u. (ウㇽ ur)                                                        | /ɾ/ Voiced alveolar tap   |
| ㇾ                     | 31FE        | Chữ レ nhỏ           | Âm r cuối [ɾ], cuối nguyên âm e. (エㇾ er)                                                       | /ɾ/ Voiced alveolar tap   |
| ㇿ                     | 31FF        | Chữ ロ nhỏ           | Âm r [ɾ], cuối nguyên âm o. (オㇿ or)                                                            | /ɾ/ Voiced alveolar tap   |
| Các chữ có sử dụng dấu |             |                      |                                                                                                  |                           |
| ㇷ゚                     | 31F7 + 309A | Chữ プ nhỏ           | Âm p cuối                                                                                        | /p/                       |
| セ゚                     | 30BB + 309A | Chữ セ có handakuten | ce [tse]                                                                                         | /ts/ + /e/                |
| ツ゚                     | 30C4 + 309A | Chữ ツ có handakuten | tu. ツ゚ hay ト゚ có thể dùng được cả hai.                                                           | /t/ + /u/                 |
| ト゚                     | 30C8 + 309A | Chữ ト có handakuten | tu. ツ゚ hay ト゚ có thể dùng được cả hai.                                                           | /t/ + /u/                 |

### Các âm tiết cơ bản
|                   | a [a]                     | i [i]             | u [u̜]                      | e [e]                      | o [o]                    |
| ----------------- | ------------------------- | ----------------- | -------------------------- | -------------------------- | ------------------------ |
|                   | a ア [a]                  | i イ [i]          | u ウ [u̜]                   | e エ [e]                   | o オ [o]                 |
| k [k]             | ka カ [ka]                | ki キ [ki]        | ku ク [ku̜]                 | ke ケ [ke]                 | ko コ [ko]               |
| k [k]             | -k ㇰ [-k̚]                |                   |                            |                            |                          |
| s [s] ~ [ʃ]       | sa シャ / サ [sa] ~ [ʃa]  | si シ [ʃi]        | su シュ / ス [su̜] ~ [ʃu̜]   | se シェ / セ [se] ~ [ʃe]   | so ショ / ソ [so] ~ [ʃo] |
| s [s] ~ [ʃ]       | -s ㇱ / ㇲ [s], [-ɕ]      |                   |                            |                            |                          |
| t [t]             | ta タ [ta]                | ci チ [tʃi]       | tu ト゚ / ツ゚ [tu̜]            | te テ [te]                 | to ト [to]               |
| t [t]             | -t ㇳ / ッ [-t̚]           |                   |                            |                            |                          |
| c [ts] ~ [tʃ]     | ca チャ [tsa] ~ [tʃa]     | ci チ [tʃi]       | cu ツ / チュ [tsu̜] ~ [tʃu̜] | ce セ゚ / チェ [tse] ~ [tʃe] | co チョ [tso] ~ [tʃo]    |
| n [n]             | na ナ [na]                | ni ニ [nʲi]       | nu ヌ [nu̜]                 | ne ネ [ne]                 | no ノ [no]               |
| n [n]             | -n ㇴ / ン [-n, -m-, -ŋ-] |                   |                            |                            |                          |
| h [h]             | ha ハ [ha]                | hi ヒ [çi]        | hu フ [ɸu̜]                 | he ヘ [he]                 | ho ホ [ho]               |
| -h [-x]           | -ah ㇵ [-ax]              | -ih ㇶ [-iç]      | -uh ㇷ [-u̜x]               | -eh ㇸ [-ex]               | -oh ㇹ [-ox]             |
| p [p]             | pa パ [pa]                | pi ピ [pi]        | pu プ [pu̜]                 | pe ペ [pe]                 | po ポ [po]               |
| p [p]             | -p ㇷ゚ [-p̚]                |                   |                            |                            |                          |
| m [m]             | ma マ [ma]                | mi ミ [mi]        | mu ム [mu̜]                 | me メ [me]                 | mo モ [mo]               |
| m [m]             | -m ㇺ [-m]                |                   |                            |                            |                          |
| y [j]             | ya ヤ [ja]                |                   | yu ユ [ju̜]                 | ye イェ [je]               | yo ヨ [jo]               |
| r [ɾ]             | ra ラ [ɾa]                | ri リ [ɾi]        | ru ル [ɾu̜]                 | re レ [ɾe]                 | ro ロ [ɾo]               |
| r [ɾ]             | -ar ㇻ [-aɾ]              | -ir ㇼ [-iɾ]      | -ur ㇽ [-u̜ɾ]               | -er ㇾ [-eɾ]               | -or ㇿ [-oɾ]             |
| r [ɾ]             | -r ㇽ [-ɾ]                |                   |                            |                            |                          |
| w [w]             | wa ワ [wa]                | wi ウィ / ヰ [wi] |                            | we ウェ / ヱ [we]          | wo ウォ / ヲ [wo]        |
| 1. 2. 3. 4. 5. 6. |                           |                   |                            |                            |                          |